# Zitbank

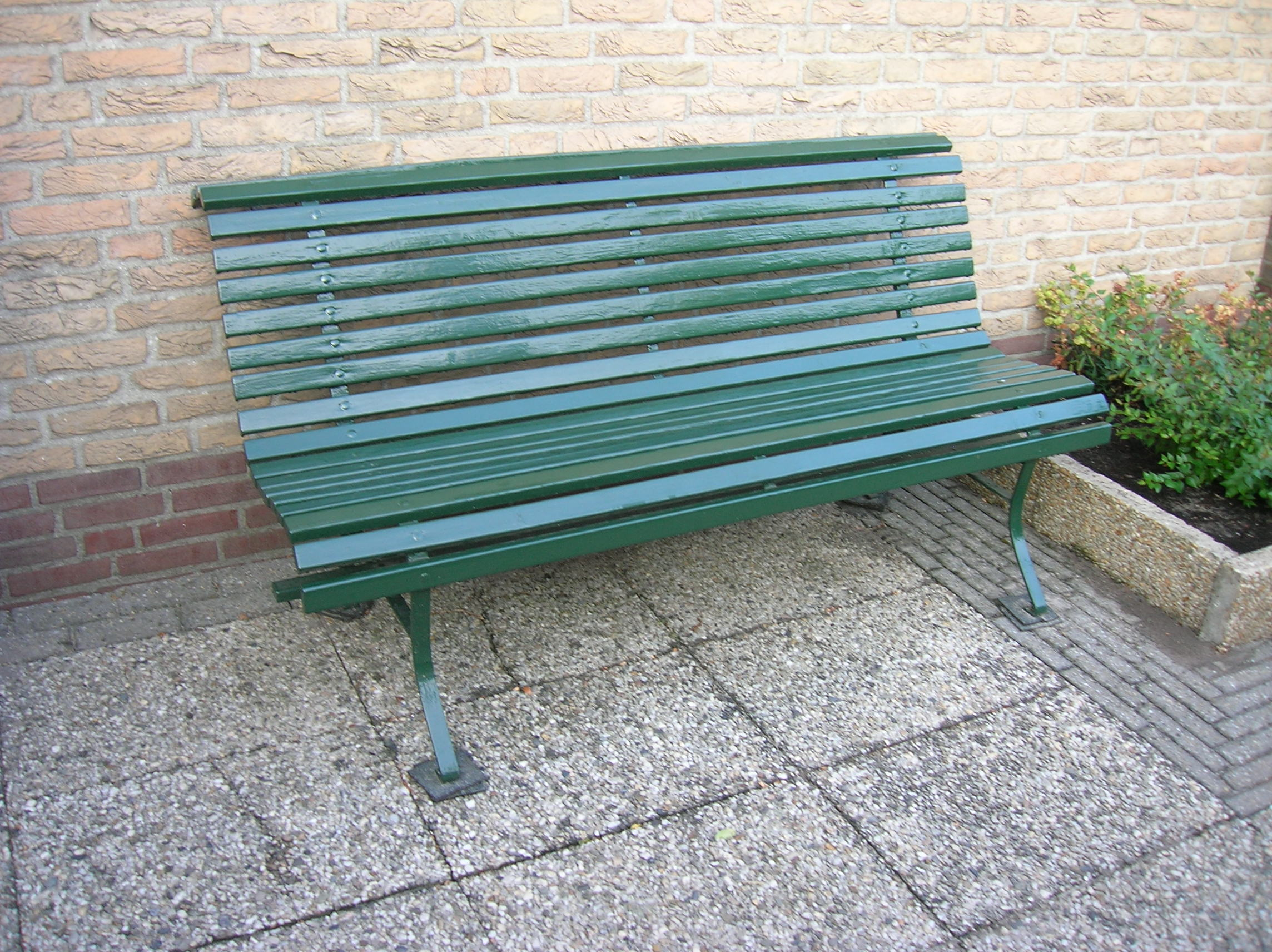
Een tuinbank

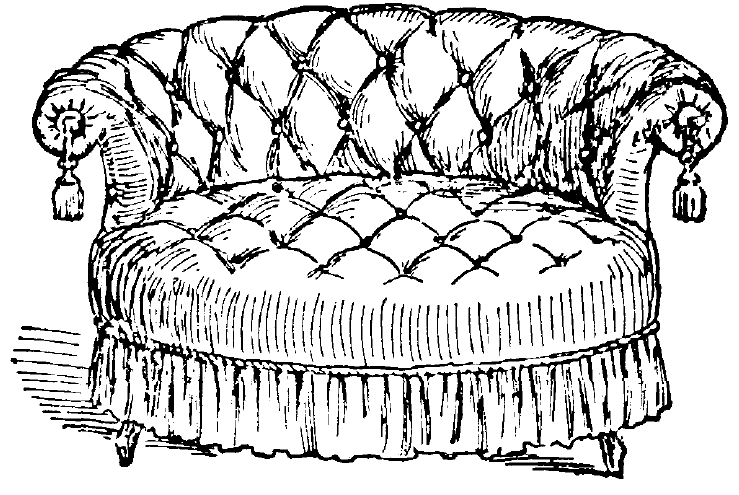
Loveseat, afbeelding uit het Nordisk familjebok

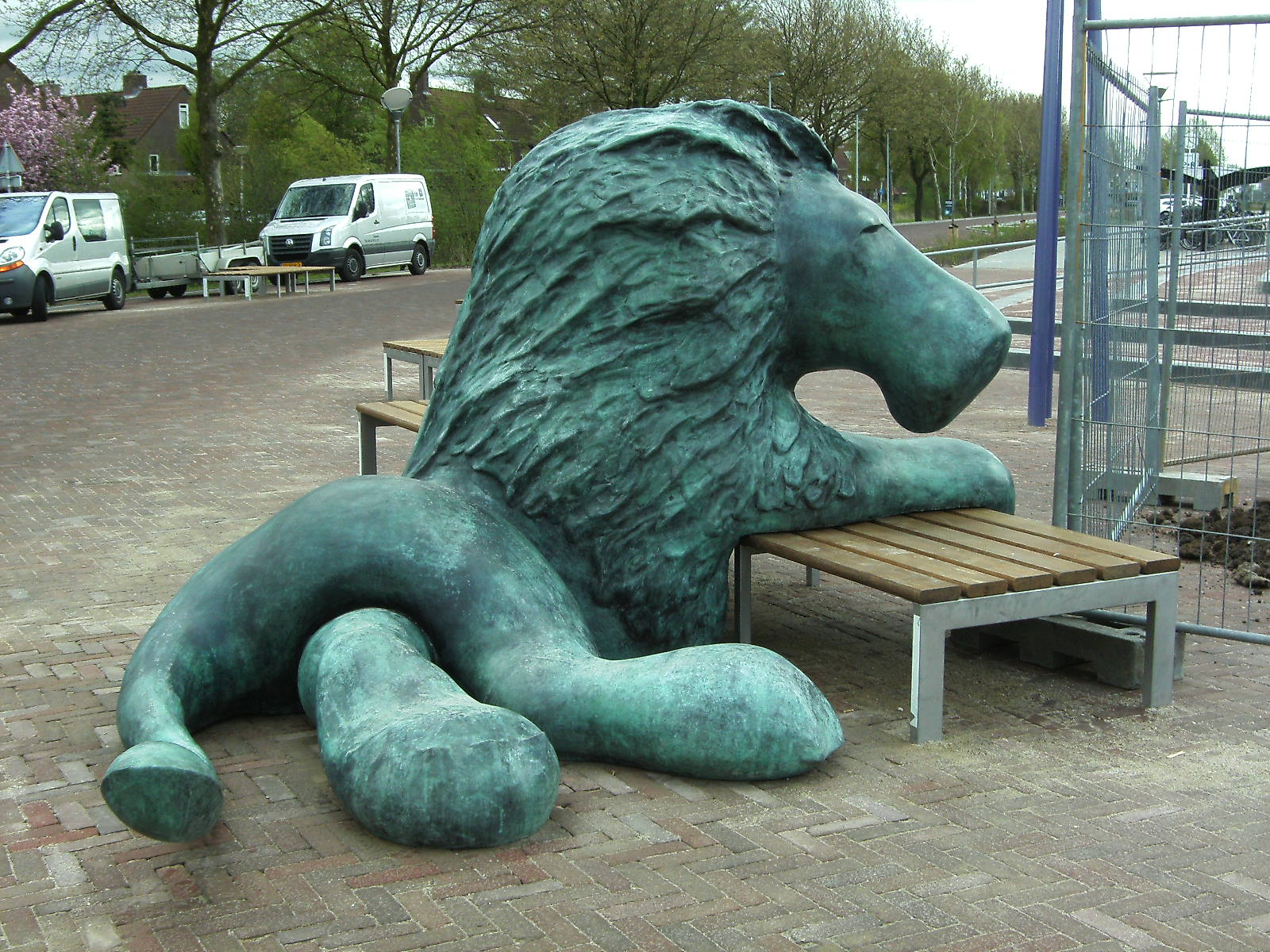
Deel van het kunstwerk in Duiven

Een zitbank (meestal kort: bank, ook: sofa) is een zitmeubel dat plaats biedt aan meer dan één persoon.

## Betekenis
Het woord bank heeft in Vlaanderen en Nederland niet helemaal dezelfde betekenis: 
- In Vlaanderen is een bank bijna altijd een hard en ongestoffeerd zitmeubel voor binnen (bv. een kerkbank) of buiten (bv. een tuinbank). Een zacht, gestoffeerd zitmeubel voor binnen wordt er aangeduid met zetel of canapé. Toch kan in bepaalde gevallen door invloed van Nederland een bank ook een zacht, gestoffeerd zitmeubel zijn (bv. achterbank).
- In Nederland kan een bank zowel hard als zacht zijn.

Een sofa is een gestoffeerd zitmeubel. Dit woord is minder gebruikelijk en komt vooral voor in vertalingen uit het Engels. In Vlaanderen heeft de term sofa een licht hautaine bijklank, hoewel het woord relatief vaak in omgangstaal wordt gebruikt. 
Een combinatie van bij elkaar behorende banken en fauteuils heet bankstel. Historische banken die ook als kist werden gebruikt, waren in Vlaanderen de zittekist en de cassapanca. Ook vensterbanken waren oorspronkelijk bedoeld om te zitten. Andersoortige banken zijn bijvoorbeeld de ligbank, canapé of settee. Een bank die ook als bed kan worden gebruikt is een slaapbank.

## Soorten banken
Er bestaan verschillende soorten en vormen van banken, afhankelijk van de functie en uitvoering ervan. Enkele voorbeelden:
- Schoolbank: een zitmeubel waarop leerlingen zitten tijdens het volgen van de les.
- Kerkbank: een zitmeubel waarop gelovigen zitten tijdens een kerkdienst.
- Vensterbank: van oorsprong een zitplaats bij het raam.
- Sofa: een zitmeubel voor in huis. (bankstel)
- Divan: eveneens een zitmeubel voor in huis.

## Openbare ruimte

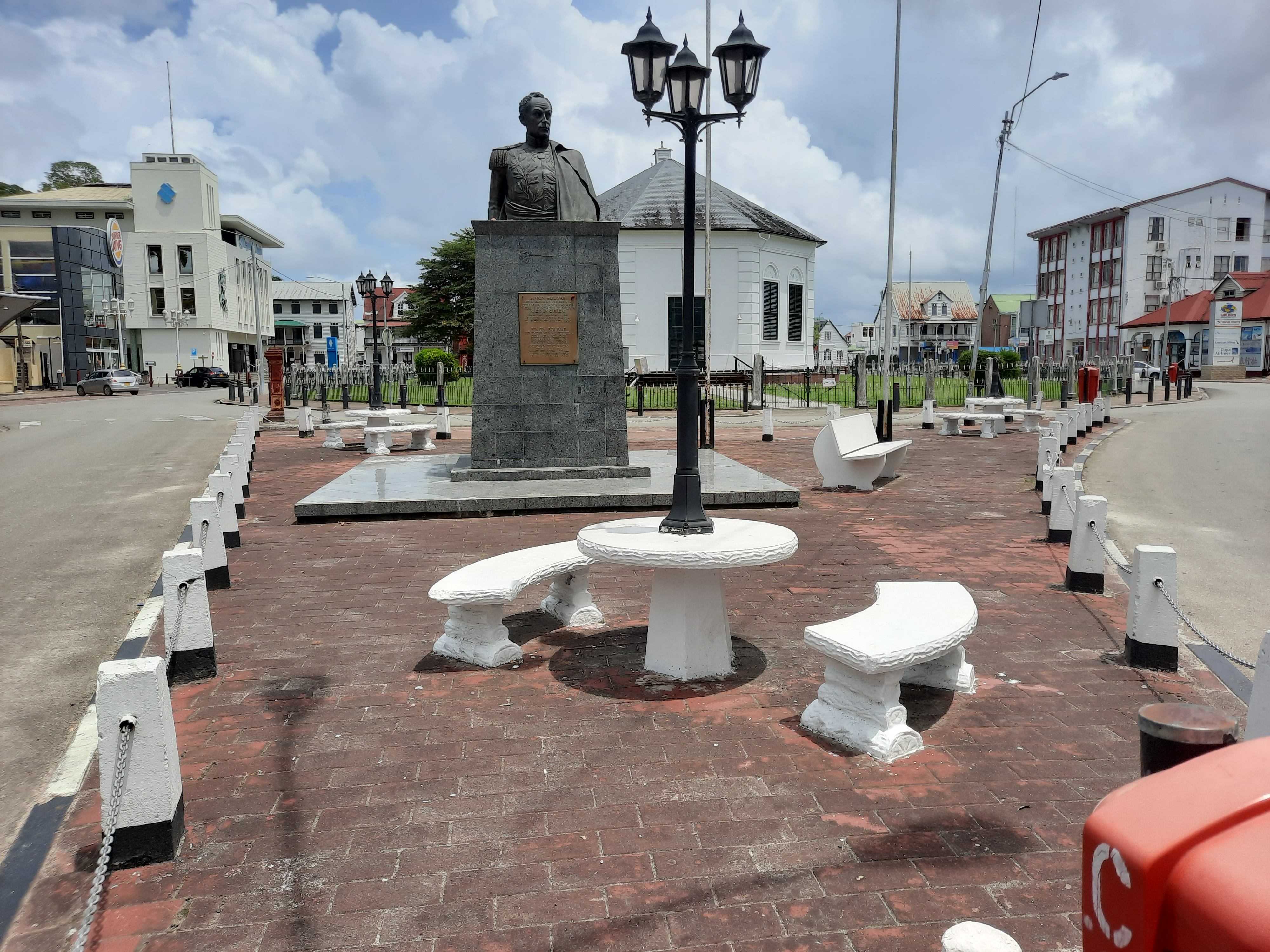
Ronde zitbanken in Paramaribo, hier bij de buste van Simón Bolívar

Openbare zitplaatsen als meubilair in straten en parken zijn bijna altijd banken.
Een bank kan ook gebruikt worden om op te liggen. Beheerders van openbare ruimten vinden dit niet altijd gewenst, en daarom zetten ze op sommige plaatsen, bijvoorbeeld luchthavens, geen banken maar geschakelde eenpersoons zitplaatsen, of banken met een extra armleuning in het midden.
Banken in de openbare ruimte vormen soms een monument of gedenkteken. Een voorbeeld hiervan is de Posbank op een heuvel bij Rheden in Nederland. Ook zitbanksculpturen, een combinatie van een door een beeldend kunstenaar ontworpen sculptuur met een zitbank, zijn regelmatig te zien. Voorbeelden van dergelijke kunstbanken staan onder andere in Cremona ("Stradivarius") in Italië, in Leuven ("Kotmadam") en  Oostende ("Vissersvrouwen") in België en bij het station van de Nederlandse gemeente Duiven ("Mama ik zie een leeuw").
Sinds ongeveer 2019 is in meerdere Nederlandse gemeentes een regenboogbank geplaatst om aandacht te vragen voor de positie van lhbt'ers.